# Нума Андуар
Нума Андуар (фр. Numa Andoire; Курсегул, 19. март 1908 — Антиб, 2. јануар 1994) је био француски фудбалски дефанзивац и тренер. Учествовао је на ФИФА-ином светском првенству 1930. године, али никада није одиграо ниједну утакмицу за француску фудбалску репрезентацију.
Играо је за Антиб, Ницу, Ред Стар Олимпик, Кан, Нанси и Тулузу.